# 타페노사우루스
타페노사우루스(학명:Tappenosaurus magnus)는 반룡목 스페나코돈과에 속하는 도마뱀이다. 지금은 멸종된 종으로서 전체적인 몸길이가 2~3m인 거대한 도마뱀에 속한다.

## 특징
타페노사우루스 ("태펜 도마뱀")는 미국 텍사스 페름기 중기에 살았던 멸종된 시냅스과(단궁류) 동물이다. 미국의 고생물학자인 에버렛 C. 올슨과 제임스 비어바워는 1953년에 산안젤로 결합층에서 발견된 세 개의 표본을 바탕으로 이 속들을 기술했다. 닥터의 이름을 따서 지어졌다. 1951년에 필드 파티 멤버로 모식 표본을 발견한 닐 태펜에 의해 명명된 첫 번째 표본(완모식표본)은 두개골 뒷부분, 치아와 갈비뼈 조각, 축추, 등추, 3개의 신경가시, 양쪽 상완골의 끝부분과 일부 고관절을 포함한 단편적인 골격이다. 두 번째 표본은 경추, 늑골, 견갑골을 포함한다. 세 번째 표본은 갈비뼈로만 표현된다. 이 뼈들은 디메트로돈의 가장 큰 골격의 비교 가능한 부분보다 더 크다. 디메트로돈은 매우 가깝고 훨씬 더 잘 알려진 돛을 가진 돛을 가진 시냅시드이다. 올슨과 비어바워는 모식종인 타페노사우루스 매그너스를 큰 크기에서 따와 자신의 과인 타페노사우루스과로 명명했다. 올슨은 나중에 타페노사우루스의 총 길이를 18피트(5.5m)로 추정했는데 이는 페름기 후반에 살았던 더 발달된 시냅스류인 다이노케팔리아 중에 가장 큰 크기와도 비교된다. 양턱에는 총 15~25개의 이빨이 나 있다. 먹이로는 당대에 서식했었던 곤충, 절지동물, 무척추동물, 양서류, 작은 동물들을 주로 잡아먹고 살았을 육식성의 도마뱀으로 추정되는 종이다.

## 생존시기와 서식지와 화석의 발견
타페노사우루스가 생존했었던 시기는 고생대의 페름기로서 지금으로부터 2억 9000만년전~2억 4500만년전에 생존했었던 종이다. 생존했었던 시기에는 북아메리카를 중심으로 하여 당시에 존재했었던 초원, 산림에서 주로 서식했었던 도마뱀이다. 화석의 발견은 1953년에 미국 텍사스주의 페름기에 형성된 지층에서 미국의 고생물학자인 올슨과 제임스 비어바워에 의하여 처음으로 화석이 발견되어 새롭게 명명된 종이다.